# Мусин-Пушкин, Алексей Семёнович
Граф (с 1779) Алексе́й Семёнович Му́син-Пу́шкин (1730—1817) — русский дипломат, посланник в Великобритании (1765—1768 и 1769—1779) и в Швеции (1779—1783), действительный тайный советник (1799). Сенатор (1783).

## Биография
Происходил из дворянского рода Мусиных-Пушкиных. Сын Семёна Петровича Мусина-Пушкина от первого брака.
С 1752 состоял в чине поручика при посольстве в Вене. В 1756—1760 гг. — надворный советник и резидент в Данциге. В 1760—1765 гг. — чрезвычайный посланник в Гамбурге.
В 1765 (после смерти Алексея Леонтьевича Гросса — посла России в Великобритании) аккредитован в Лондоне с чином статского советника.
С конца декабря 1765 г. по июль 1768 г. — посланник (полномочный министр) в Великобритании (указ о назначении 12 (23) августа 1769 г.; указ об отзыве 5 (16) мая 1779 г.).
В период 1756—1767 посвящён в Гамбурге в масонскую ложу системы «строгого соблюдения» под именем «Сидящего на слоне» («Eques ab Elephante»).
В 1768 переведён в Гаагу, но в 1769 возвращён в Лондон, где оставался до 1779.
В Лондоне Мусин-Пушкин жил в наёмном посольском доме на Гросвенор-стрит, где радушно принимал многих русских путешественников, в том числе графиню Е. Р. Дашкову, А. С. Строганова, И. И. Шувалова, Н. А. Демидова, А. Б. Куракина (сын Б. И. Куракина — посла в Великобритании в начале XVIII века).
Депеши, отсылавшиеся Мусиным-Пушкиным из Лондона, были слабы в анализе политической ситуации (он даже вызвал гнев Екатерины II, не уведомив её об объявлении Испанией войны Англии, и императрица узнала об этом из газет). Более интересны его донесения, касающиеся государственных учреждений и промышленности Англии, которые Екатерина II внимательно прочитывала (в частности, он впервые приводил статистические таблицы). Мусин-Пушкин особо ратовал за участие русских купцов во внешних торговых отношениях, находившихся всецело в руках иностранцев, предлагал учредить в Петербурге «генеральную купеческую компанию» наподобие английской.
В 1777 вошёл в капитул тамплиеров. Он распространял в России систему «строгого соблюдения» и намеревался основать колонию тамплиеров в Саратове в среде немецких поселенцев.
В декабре 1778 через Мусина-Пушкина к императрице обратился Джордж Уолпол, граф Орфорд с предложением купить собрание деда — известного коллекционера и британского премьер-министра Роберта Уолпола. Несмотря на поднятую в английском парламенте кампанию с целью покупки картин в национальную собственность, через два месяца они были приобретены Екатериной II за 40 тысяч фунтов. Коллекция Уолпола обогатила собрание Эрмитажа картинами Рубенса, Ван Дейка, Иорданса, Рембрандта, работами Пуссена и других мастеров. При его содействии для Екатерины II были также приобретены «Сервиз с зелёной лягушкой» Веджвуда и изделия фабрики Боултона.
С 1779 по 1783 Алексей Семёнович представлял интересы России при дворе шведского короля в Стокгольме.
Грамотой римского императора Иосифа II, от 25 ноября (6 декабря) 1779 года, чрезвычайный и полномочный министр в Швеции, действительный камергер Алексей Семёнович Мусин-Пушкин возведён, с Высочайшего соизволения, с нисходящим потомством, в графское Римской империи достоинство.

## Семья

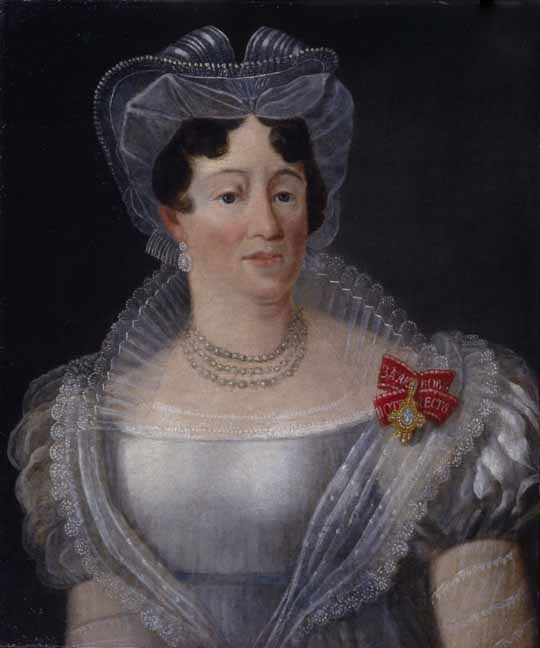
Елизавета Фёдоровна Мусина-Пушкина, 1801 год

Граф Алексей Семёнович Мусин-Пушкин был женат дважды:
- На графине Софье Алексеевне Вахтмейстер, (1739[4] — 16.02.1777) — внучке шведского графа, адмирал-генерала Ханса Вахтмейстера и дочке графа Акселя-Вильгельма Вахтмейстера, камергера и воспитателя Петра III[5][6],
- На графине Елизавете Фёдоровне фон-Вартенслебен (7.3.1758-27.8.1835) в девичестве Шарлотта-Амалия-Изабелла Вартенслебен (Scharlotte-Amalia-Isabella) — тайная советница и кавалерственная дама; сестра Елизаветы Фёдоровны являлась по материнской линии бабушкой Жоржа Дантеса. После смерти мужа графиня управляла имениями в Московском и Богородском уезде и владела домами в Москве[7] (на Тверской и Чистопрудном бульваре (дом № 6/19)[8]).

Детей не имел. Опекун племянников Ивана Петровича и Сергея Петровича, сыновей своего брата Петра. Оба служили в Лейб-гв. Измайловском полку, отличились при Бородино и в Заграничном походе 1813—1814 гг. Ивану после смерти Елизаветы Фёдоровны были переданы по завещанию её имения и дом.